# Eva Freese
Eva Freese (* 21. April 1963 in Hamburg) ist eine deutsche Schauspielerin.

## Leben
Ihre Ausbildung erhielt sie von 1982 bis 1985 beim Schauspielstudio Hildburg Frese in Hamburg, worauf sie Bühnenengagements an der Landesbühne Hannover hatte und als Intendantin von 1985 bis 1988 am Rheinischen Landestheater und am Theater Neuss tätig war.
Seit Ende der 1980er-Jahre ist sie durch Auftritte in zahlreichen Film- und Fernsehproduktionen bekannt geworden, u. a. in namhaften Reihen wie dem Großstadtrevier oder einem Gastauftritt der Soap Unter uns.
Nach ihrer Hauptrolle der Sabine Lenz in der Fernsehserie Die große Freiheit neben Hans-Joachim Kulenkampff und Karin Dor war sie noch in Max Färberböcks Kinofilm September, den Serien Klinik unter Palmen und Sterne des Südens sowie Betrogen – Eine Ehe am Ende zu sehen.
Freese wirkte des Weiteren als Moderatorin für den VDU-Verein deutscher Unternehmerinnen, diversen Werbespots und als Sprecherin in Computer- und Videospielen, wie den zwei Command & Conquer: Alarmstufe Rot-Teilen oder Toonstruck, mit.

## Werk

### Film und Fernsehen
- 1987: Großstadtrevier: Feine Gesellschaft/Große Haie, kleine Fische
- 1992: Die große Freiheit (Fernsehserie)
- 1994: Briefgeheimnis
- 1995: Unter uns (Daily-Soap, Folge 101–200)
- 1997: Betrogen – Eine Ehe am Ende
- 1998: Klinik unter Palmen (Fernsehserie)
- 2000: Großstadtträume (Daily-Soap)
- 2002: GUF Ha-Neschamot – Die Halle der Seelen
- 2003: September

### Computerspiele
- Command & Conquer: Alarmstufe Rot 2
- Command & Conquer: Renegade
- Toonstruck

### Sonstiges
- Voyagers! – Zeitreisende: Verrat an Präsident Lincoln (Sprechrolle Hörspielserie, Folge 5, 1990)
- Marg Helgenberger: Zwischen Liebe und Hass (Sprechrolle Film, 1991)
- Moderation für Ausstellung von Rosita Jahns Höher, Malerin
- Starke Frauen piepsen nicht – eine Moderation über den Eigenton, die Stimme und ihre Wirkung